# Roque Monserrate
Roque Monserrate, también como Monserrat y Montserrat, (fl. 1662-1711) fue un compositor y maestro de capilla español.

## Vida
El conocimiento de la vida de Roque Monserrate es irregular y se desconoce tanto su lugar de nacimiento como su formación musical. El hecho resulta sorprendente si se tiene en cuenta que en 1712 en un informe redactado en Sevilla se le considera entre los diez mejores maestros de capilla de España. Ejerció una influencia notable en el sudeste español, incluida Andalucía, en forma de músicos procedentes de sus capillas, como fueron los casos de Matías Navarro, Joseph Antolín y Ginés Navarro, que posteriormente serían maestros de capillas de música relevantes.
Es probable que Roque fuese hermano de José de Monserrat y por lo tanto hijo de Antonio Monserrat y de Candia Monfort, que en 1654, fecha del nacimiento de José, vivían en Villafranca de Morella, actualmente en la provincia de Castellón. La familia, a los que se debe añadir Joseph Muñoz Monserrat, sobrino de Roque y José, forma parte de una serie de organistas activos en Murcia y Orihuela de ese apellido, entre los que también se cuentan Juan Muñoz Monserrat y Pedro Muñoz Monserrat. Todo esto parece indicar un origen levantino.
Las primeras noticias que se tienen de él son de su presencia en las oposiciones al magisterio del Real Colegio del Patriarca de Valencia en 1662, que se resolvieron a favor de José Hinojosa. En ese momento Monserrate era organista de la iglesia de Santa Catalina de Valencia.

Jueues a 28. de sett[iembr]e 1662 se fixaron edictos para la Plaça de Maestro de Capilla con salario de £150 y casa A la qual estâ annexa Una de las Capellanias primeras con Distribuciones de £220 sin misa. Y se fixaron en las puertas de este Col[egi]o en las de la Aseo S[an] Martin, S[an] Joan [del mercado] S[an] Nicolas y demas partes que manda la Constitucion 
 
En Xatiua se fixaron en 30. de sett[iembr]e

En Gandia se fixaron en 3. de Octub[r]e

En Origuela se fixaron en 20 de Octub[r]e

En Segorbe se fixaron en 29. Sett[iembr]e

En Murçia se fixaron en 4. de Octub[r]e

En Cuenca se fixaron en 4. de Octub[r]e

En Tortosa se fixaron en 30 Sett[iembr]e

En Çaragoza se fixaron en 8. de Octub[r]e

Opositores 
Gabriel Chambi Musico de la Aseo

Roque Monserrat Organista de S[anta] Catharina

Jusepe Ynojosa M[aestr]o de Capilla de Teruel

El Lic[encia]do Miguel Monchiu sub[d]iacono

Luis Gargallo m[aestr]o de Capilla de Huesca
Elección de capellán del Real Colegio de Corpus Xpti, 28 de septiembre de 1662

Hay noticias de un «Monserrate» en Teruel en 1663, que podría corresponderse con Roque Monserrate. En algún momento entre el 22 de diciembre de 1662 y el 13 de abril de 1663, José Hinojosa dejó el magisterio de la Catedral de Teruel para retomar el mismo cargo en el Real Colegio Seminario del Corpus Christi de Valencia. El cabildo turolense decidió elegir el 31 de agosto de 1663 entre los compositores Monserrate, Monchíu, Alcalá y Barrachina (distinto de Clemente Barrachina, que era un niño en ese momento): 34  al sucesor de Hinojosa. Finalmente se decidió por «Joseph Alcalá» y se le ordenó que se presentase en Teruel para Todos Santos.
También hay noticias de un Monserrate como maestro de capilla de la Catedral de Albarracín entre hacia 1663 y 1668, que Muneta relaciona con el compositor del mismo apellido que se había presentado al magisterio de Teruel.
En 1674 se presentó a las oposiciones para el magisterio del Colegio del Patriarca en Valencia, vacante tras el fallecimiento de José Hinojosa. Sin éxito, ya que el cargo fue ocupado por el otro candidato, Teodoro Ortells. La decisión parece que se realizó más bien por simpatías y contactos, ya que Ortells había sido alumno del colegio. En ese momento Monserrate era maestro de capilla de la iglesia de San Martín en Valencia.
El 13 de julio de 1676 se le concedió la jubilación a Jerónimo Comes, maestro de capilla de la  Catedral de Orihuela, siendo sustituido por Roque Montserrate en el cargo sin oposición. Es posible que influyera en la decisión su hermano, José de Monserrat, organista de la Catedral de Murcia. Montserrate consiguió la mitad del salario del magisterio, unas 30 libras, y una capellanía de tiple, ya que la otra mitad del salario y la plaza de Capellán Real permanecían en manos de Comes hasta su fallecimiento. Comes no debió desentenderse completamente de la capilla de música, pero no se pueden documentar obligaciones concretas. Por ejemplo, en 1676 examinó junto a Montserrat a los opositores para la organistía de la parroquia de Santas Justa y Rufina. En 1677 Monserrate obtuvo un permiso de 60 días de «recreo» y se le concedió un primer aumento de salario, que quedó en 30 libras. Comes falleció a finales de ese mismo año y el salario de Monserrate fue subida de nuevo en 1677 a 80 libras —por segunda vez—, en 1678 a 100 libras y en 1684 a 120 libras.
Tras su llegada, Roque Monserrate renovó la capilla de música de Orihuela, aunque dentro de los medios disponibles, ya que en octubre de 1678 ya se constataba una notable «ausencia de voces» en la capilla, posiblemente a causa de los estragos causados por la última epidemia de peste. Allí sería maestro de Matías Navarro, posteriormente también maestro de capilla de Orihuela.
Hacia diciembre de 1691 se despidió de la Catedral de Orihuela, entregando un Inventario de las obras que doy a la Santa Iglesia e Ilustre Cabildo de Orihuela en el que firma como «Capellán y menor Servidor de esta Santa iglesia y que más le desea servir, con rendimiento. Roque Monserrate.» Es decir, en el momento de su partida no estaba en posesión de la Capellanía Real que le correspondería como maestro, lo que deja colegir que el maestro no tenía seguridad económica en su cargo.
En 1692 fue nombrado maestro de capilla de la Catedral de Murcia, donde permaneció hasta 1711. Se desconoce el lugar o la fecha de fallecimiento de Monserrate.

## Obra
En la catedral de Orihuela se conservan 25 composiciones de Monserrate, entre las que destaca Dúo a Nuestra Señora de la Soledad, a dos voces (soprano y contralto), violín y bajo cifrado o violón. También se conserva una misa suya en El Escorial.

### Polémica de laMisa Scala Aretina
Monserrate participó en la polémica de la Misa Scala Aretina, como «maestro de capilla jubilado en la santa iglesia catedral de Cartagena»:

Por todo lo dicho soy de sentir, según mi insuficiencia, que es la música del maestro Valls buena, aguda, sonora, dispuesta con novedad y discurrida con razón y sólidos fundamentos, por lo que se le deben dar repetidas gracias al autor, como se las doy, una y mil veces, pues he tenido especial complacencia de haber visto el pedazo de música sobredicho. Éste es mi dictamen, salvo meliori, y lo firmo en Murcia a 25 de abril de 1716.

Se ve que Monserrate fue favorable al campo de Francisco Valls. De hecho Valls incluyó una obra de Monserrate en su Mapa Harmónico como ejemplo de buen quehacer compositivo.